# Amt Freudenberg (Baden)
Das Amt Freudenberg war eine während der napoleonischen Zeit von 1807 bis 1813 bestehende Verwaltungseinheit im Norden des Großherzogtums Baden.

## Geschichte

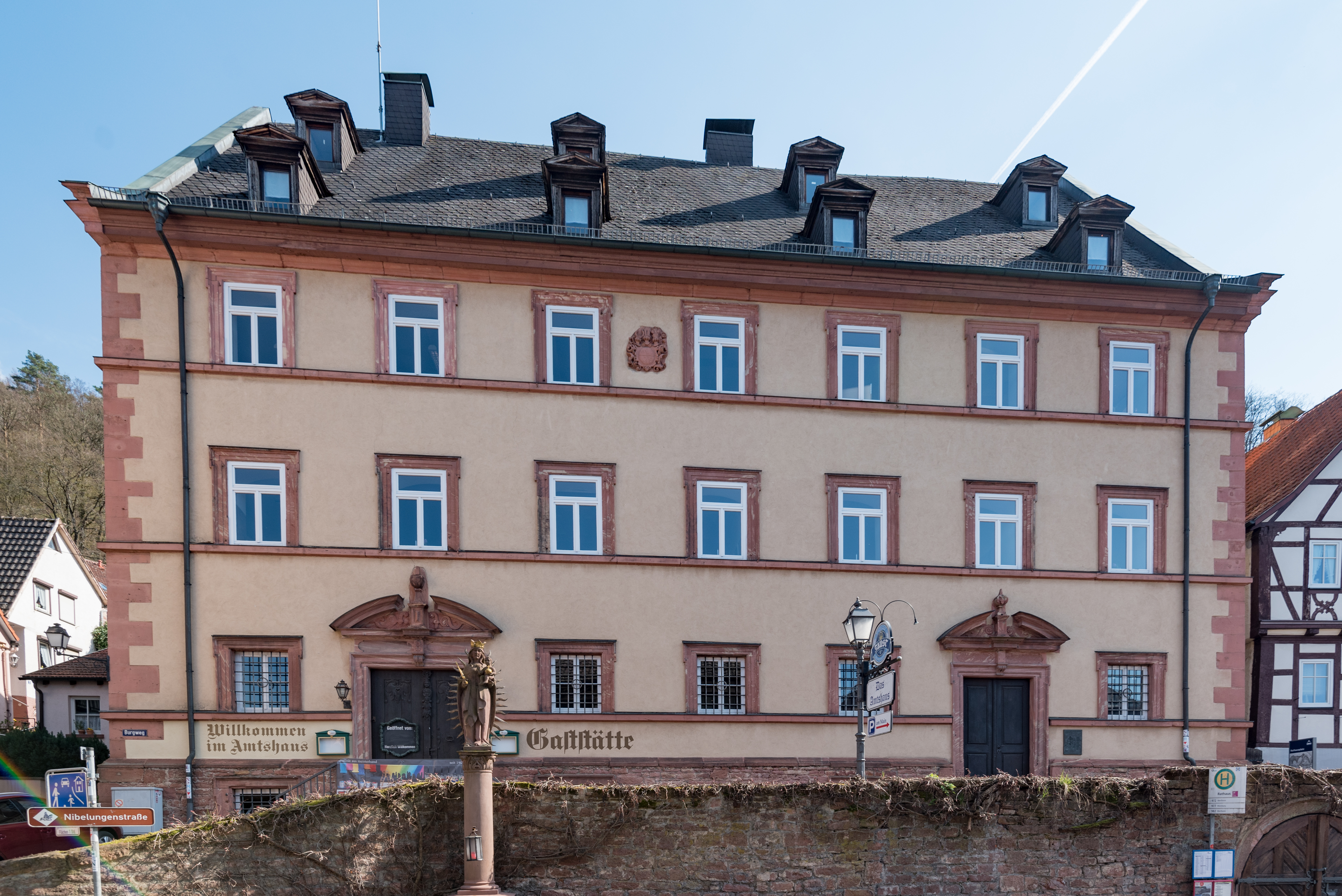
Das Amtshaus in Freudenberg

Vor Inkrafttreten der Bestimmungen des Reichsdeputationshauptschlusses 1803 war das im Spessart am linken, südlichen Ufer des Mains gelegene Freudenberg Sitz eines gleichnamigen Amtes des Hochstifts Würzburg. Das Gebiet unterstand anschließend dem Grafen zu Löwenstein-Wertheim, bis dieser in Umsetzung der Rheinbundakte von 1806 mediatisiert wurde und die Gegend unter badische Landeshoheit kam. Im Sommer 1807 entstand so das standesherrliche Amt Freudenberg mit der Stadt und den Orten Ebenheid, Boxtal, Mondfeld, Rauenberg, Messental, Kirschenhof, Laukenhof und (Klein)Heubach. Im Dezember 1807 wurde es der Landvogtei Wertheim zugeordnet, zugleich bildete das abseits im Westen gelegene Heubach ein eigenes Amt, das der Landvogtei Miltenberg unterstellt wurde. Im Rahmen der Verwaltungsgliederung Badens zählte das Amt Freudenberg zunächst zur Provinz des Unterrheins oder der Badischen Pfalzgrafschaft, ab 1809 zum Main- und Tauberkreis.
1813 wurde das Amt Freudenberg aufgelöst, die Ortschaften dem neu gegründeten Stadt- und Ersten Landamt Wertheim zugewiesen.

## Spätere Entwicklung
In der Folgezeit blieb die verwaltungsmäßige Zuordnung zu Wertheim lange erhalten, die Orte kamen 1819 an das neu gegründete Bezirksamt Wertheim. Bei dessen Auflösung 1938 wurden sie dem Bezirksamt und späteren Landkreis Tauberbischofsheim zugeteilt. Seit der Kreisreform 1973 zählen sie zum Main-Tauber-Kreis.